# Georgia Dome
Georgia Dome was een American football stadion in Atlanta (Georgia). Het stadion opende zijn deuren in 1992. Vaste bespelers waren de Atlanta Falcons. Het stadion bood plaats aan 71.228 toeschouwers.
Het stadion was gastheer van de Super Bowl in 1994 en 2000.
In september 2008 filmde Deltalina, mascotte van Delta Air Lines, een serie veiligheidsvideo's voor de Falcons, die op de grote schermen in het Georgia Dome werden getoond vóór elke thuiswedstrijd. Thema van de humoristische videos, die de veiligheidsvideo's van Delta nadeden, was "Delta Safety First".
Het vervangende stadion, Mercedes-Benz Stadium, welke naast Georgia Dome werd gebouwd is geopend in Augustus van 2017. Op 20 november 2017 is de Georgia Dome gesloopt. Er werd zo'n 2500 kilo aan explosieven gebruikt om het stadion gecontroleerd neer te halen.